# Кулиев, Махаббат
Махаббат Кулиев (азерб. Məhəbbət Quliyev; род. 1959, Сальянский район) — советский азербайджанский нефтяник, лауреат премии Ленинского комсомола (1989).

## Биография
Родился в 1959 году в селе Комсомол Сальянского района Азербайджанской ССР (ныне село Арабкардашбейли).
Окончил заочное отделение Азербайджанского института нефти и химии имени М. Азизбекова.
С 1979 года — помощник оператора, позже — помощник бурильщика, бурильщик. С 1982 года — буровой мастер комсомольско-молодежной бригады Апшеронского управления буровых работ производственного объединения «Азнефть».
Комсомольско-молодежная бригада бурильщиков под руководством Кулиева достигла высоких результатов при выполнении планов двенадцатой пятилетки (1986—1990). В ходе выполнения трудовых обязательств бригада Махаббата Кулиева пробурила 33160 метров горных пород, сдав в эксплуатацию 25 нефтяных скважин, при этом все — досрочно. К марту 1989 года бригада выполняла задания 1990 года, а производственный план прошлых четырех лет пятилетки выполнила к августу 1988 года.
Активно участвовал в общественно-политической жизни предприятия, был членом КПСС, занимал пост заместителя председателя партийного комитета управления буровых работ.